# السياسة في إسرائيل

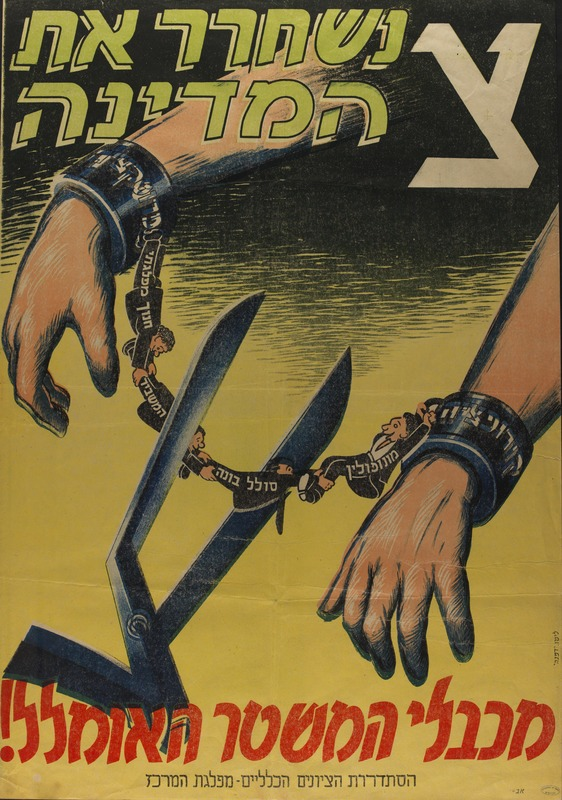
ملصق انتخاب الجنرال الصهاينة في الخمسينيات.

تهيمن الأحزاب الصهيونية على السياسة في إسرائيل، حيث تفرعت الاحزاب الصهيونية من ثلاث معسكرات أول اثنين هم الأكبر، وهم كالتالي: العمل الصهيونية (تيار الديمقراطية الاجتماعية)، التصحيحية الصهيونية (التيار المحافظ) والصهيونية الدينية. إضافة إلى الأحزاب الدينية الأرثوذكسية غير الصهيونية، وكذلك الأحزاب العربية الإسرائيلية المعادية للصهيونية.
الا ان هذه التركيبة بدأت بالتغيير منذ منتصف التسعينات، مع بداية ظهور احزاب جديدة تصنف كأحزاب مركز.

## العضوية في المنظمات الدولية
منظمة التعاون الاقتصادي (مراقب)، CE (مراقب)، CERN (مراقب)، EBRD ، اللجنة الاقتصادية لأوروبا، FAO ، المصرف، IAEA ، البنك الدولي، منظمة الطيران المدني الدولي، المحكمة الجنائية الدولية، الاتحاد، المؤسسة الدولية للتنمية، الصندوق، IFC ، منظمة العمل الدولية، صندوق النقد الدولي، المنظمة البحرية الدولية، إنمارسات، انتلسات، الانتربول، اللجنة الدولية الحكومية لعلوم المحيطات، المنظمة الدولية للهجرة، المنظمة الدولية للتوحيد القياسي، الاتحاد الدولي للاتصالات، منظمة الدول الأمريكية (مراقب) ، منظمة حظر الأسلحة الكيميائية، منظمة التعاون والتنمية في الميدان الاقتصادي، منظمة الأمن والتعاون في أوروبا (شريك) ، PCA ، الأمم المتحدة، UNFM ، الأونكتاد، اليونسكو، مفوضية الأمم المتحدة للتنمية الصناعية، اليونيدو، الاتحاد البريدي العالمي، منظمة الصحة العالمية، منظمة الصحة العالمية، الويبو، المنظمة العالمية للأرصاد الجوية، منظمة التجارة العالمية، منظمة التجارة العالمية .